# R–22S Június 18.
A Június 18. egy 1950-ben készült együléses teljesítmény-vitorlázógép. A repülőgépet Rubik Ernő tervezte az R–22 Futár továbbfejlesztésével. Az első felszállásra 1950. június 29-én került sor Esztergomban. A prototípus a HA-4001 lajstromjelet kapta.
A Június 18. az 1950-es években széles körben elterjedt a kelet-európai országokban. A repülőgépnek egyedi módosításai is készültek: A HA-4141 lajstromjelű példány (az úgynevezett „vizes” Június 18.) szárnyába és törzsébe víztartályokat építettek, ami lehetővé tette 60 kg ballasztvíz használatát, és ezzel azt, hogy a gép siklószáma nagy sebesség mellett is kielégítő maradjon. A HA-4075 lajstromjelű („lamináris tizennyolcas” becenevű) Június 18. törzséhez a Pap Márton, Mező György és Takács Imre alkotta tervezőcsapat új, lamináris szelvényű szárnyat illesztett, megnövelve ezzel a repülőgép siklószámát. Mindkét módosítás sikeresnek bizonyult. A „lamináris tizennyolcassal” 1961-ben Bogándi Tibor 400,4 km-es céltávrepülésével nemzeti rekordot állított fel. A „vizes” Június 18-assal Mező György ezüstérmes lett a lesznói világversenyen 1954-ben.

## Elnevezése
A repülőgépet a Dolgozó Ifjúság Szövetsége 1950. június 18-i megalakulásának tiszteletére nevezték el.